# A Soul Train zenei műsor epizódjai
Ez a lista az amerikai Soul Train nevű zenei műsor 1971 és 2006 közötti évek epizódjainak listáját tartalmazza. A 35 éves show történelme során R&B, Hip-Hop, és Soul művészek léptek fel a műsorban. A műsort Don Cornelius alkotta és vezette 1971 és 2006 között.
A műsor eredetileg 1971. október 2. és 2006. március 25. között került adásba. A bemutatott időpontok eredeti dátumok, bár egyes időpontok csupán megközelítőleg vannak feltüntetve, mivel a 70-es években nem tűzték egyidőben műsorra a csatornák. A lista tartalmazza az eredeti műsor után sugárzott 2008-ban bemutatott Best of Soul Train reprodukciók időpontját is.

## A műsor évadjai
| Évad | Évad | Epizódok | Eredeti sugárzás     | Eredeti sugárzás     |
| Évad | Évad | Epizódok | Első sugárzás        | Utolsó sugárzás      |
| ---- | ---- | -------- | -------------------- | -------------------- |
|      | 1    | 30       | 1971. október 2.     | 1972. április 22.    |
|      | 2    | 37       | 1972. szeptember 9.  | 1973. augusztus 11.  |
|      | 3    | 39       | 1973. augusztus 25.  | 1974. július 20.     |
|      | 4    | 39       | 1974. szeptember 7.  | 1975. június 21.     |
|      | 5    | 39       | 1975. augusztus 23.  | 1976. június 19.     |
|      | 6    | 39       | 1976. augusztus 21.  | 1977. május 14.      |
|      | 7    | 39       | 1977. augusztus 20.  | 1978. május 13.      |
|      | 8    | 40       | 1978. augusztus 19.  | 1979. május 19.      |
|      | 9    | 32       | 1979. szeptember 15. | 1980. június 14.     |
|      | 10   | 32       | 1980. szeptember 20. | 1981. június 20.     |
|      | 11   | 32       | 1981. szeptember 19. | 1982. július 10.     |
|      | 12   | 24       | 1982. október 16.    | 1983. július 16.     |
|      | 13   | 28       | 1983. október 15.    | 1984. június 23.     |
|      | 14   | 32       | 1984. szeptember 22. | 1985. június 29.     |
|      | 15   | 28       | 1985. október 5.     | 1986. június 21.     |
|      | 16   | 32       | 1986. szeptember 20. | 1987. június 20.     |
|      | 17   | 32       | 1987. szeptember 19. | 1988. június 25.     |
|      | 18   | 32       | 1988. szeptember 24. | 1989. június 24.     |
|      | 19   | 32       | 1989. szeptember 23. | 1990. június 23.     |
|      | 20   | 32       | 1990. szeptember 22. | 1991. június 22.     |
|      | 21   | 32       | 1991. szeptember 21. | 1992. június 20.     |
|      | 22   | 32       | 1992. szeptember 26. | 1993. június 26.     |
|      | 23   | 32       | 1993. október 23.    | 1994. június 25.     |
|      | 24   | 32       | 1994. szeptember 24. | 1995. június 24.     |
|      | 25   | 32       | 1995. szeptember 23. | 1996. június 22.     |
|      | 26   | 31       | 1996. október 26.    | 1997. május 24.      |
|      | 27   | 32       | 1997. szeptember 20. | 1998. június 20.     |
|      | 28   | 32       | 1998. szeptember 19. | 1999. június 19.     |
|      | 29   | 32       | 1999. szeptember 18. | 2000. június 17.     |
|      | 30   | 32       | 2000. szeptember 16. | 2001. június 20.     |
|      | 31   | 28       | 2001. október 13.    | 2002. július 6.      |
|      | 32   | 32       | 2002. szeptember 14. | 2003. június 21.     |
|      | 33   | 28       | 2003. október 11.    | 2004. június 26.     |
|      | 34   | 24       | 2004. október 9.     | 2005. június 25.     |
|      | 35   | 16       | 2005. november 5.    | 2006. március 26.    |
|      | 36   | 56       | 2006. december 9.    | 2007. december 29.   |
|      | 37   | 38       | 2008. január 5.      | 2008. szeptember 20. |

## Epizódok

### Évad 1971 - 1972
| Évad | Sorozat | Vendégművész / Dal | Eredeti sugárzás   |
| 1    | 1       | - Gladys Knight & the Pips ("Friendship Train" & "I Don't Wanna Do Wrong") - Eddie Kendricks ("It's So Hard for Me to Say Goodbye" & "I Did It All For You") - Honey Cone ("Stick-Up" & "Want Ads") - Bobby Hutton ("You're My Only Reason") | 1971. október 2.   |
| 2    | 2       | - Charles Wright & the Watts 103rd Street Rhythm Band ("Express Yourself" & "Your Love (Means Everything to Me)") - Carla Thomas ("You Got a Cushion to Fall On") - General Crook ("Do It for Me" & "What Time is It") | 1971. október 9.   |
| 3    | 3       | - Chairmen of the Board ("Give Me Just a little more Time" & "Hang on to a Memory") - Rufus Thomas ("(Do the) Push and Pull", "Do the Funky Chicken" & "The World is Round") - Laura Lee ("Women's Love Rights" & "Wedlock is Padlock") | 1971. október 16.  |
| 4    | 4       | - The Staple Singers ("Respect Yourself" & "Heavy Makes You Happy") - Freda Payne ("Band of Gold" & "Bring the Boys Home") | 1971. október 23.  |
| 5    | 5       | - Bill Withers ("Ain't No Sunshine" & "Grandma's Hands") - Al Green ("Let's Stay Together" & "Tired of Being Alone") - Viola Wills ("Sweetback") | 1971. október 30.  |
| 6    | 6       | - Lou Rawls ("Natural Man") - 100 Proof (Aged in Soul) ("Somebody's Been Sleeping", "Driveway" & "One Man's Leftovers") - The Emotions ("So I Can Love You" & "Show Me How") | 1971. november 6.  |
| 7    | 7       | - Martha and the Vandellas ("Dancing In The Streets" & "Bless You") - The Intruders ("I Bet He Don't Love You (Like I Love You)" & "Cowboys To Girls") - G. C. Cameron ("Act Like A Shotgun") | 1971. november 13. |
| 8    | 8       | - The Friends of Distinction ("Grazing in the Grass" & "I Need You") - Clarence Carter ("Patches", "Slipped, Tripped and Fell in Love" & "Scratch my Back") | 1971. november 20. |
| 9    | 9       | - The Chambers Brothers ("Time Has Come Today", "Let's Do It Together" & "Funky") - Five Stairsteps ("O-o-h Child" & "Didn't it Look so Easy") | 1971. november 27. |
| 10   | 10      | - Jr. Walker & the All Stars ("Do That Shing-A-Ling" & "These Eyes") - Bobby Womack ("Communication" & "That's the Way I Feel About 'Cha") - Thelma Houston ("I Want to Go Back There Again" & "Save The Country") | 1971. december 4.  |
| 11   | 11      | - Jean Knight ("Mr. Big Stuff") - The Delfonics ("Didn't I Blow Your Mind This Time" & "Hey Love") - Maurice Jackson ("Step By Step") - Ralfi Pagan ("Make It With Me") | 1971. december 11. |
| 12   | 12      | - The Chi-Lites ("For God Sakes, Give More Power to the People" & "Have You Seen Her") - Joe Tex ("Give the Baby Anything the Baby Wants" & "Bad Feet") - The Originals ("Baby I'm for Real" & "Keep Me") | 1971. december 18. |
| 13   | 13      | - Gene Chandler ("Yes I'm Ready (If you Don't Let Go)" & "Stone Cold Love") - Simtec & Wylie ("Got To get Over the Hump") - The Free Movement ("I Found Someone" & "The Harder I Try") | 1971. december 25. |
| 14   | 14      | - B.B. King ("Think it Over") - O. C. Smith ("Little Green Apples" & "Help Me Make it Through the Night") - Patrice Holloway ( "Evidence" & "That's the Chance You Gotta Take") | 1972. január 1.    |
| 15   | 15      | - Dennis Coffey ("Scorpio" & "Ride Sally Ride") - The Detroit Emeralds ("Wear This Ring with Love" & "You Want it, You Got It") - Jesse James ("I Need You Baby" & "At Last") | 1972. január 8.    |
| 16   | 16      | - Little Richard ("Freedom Blues" & "Greenwood Mississippi") - The Undisputed Truth ("Smiling Faces Sometimes" & "You Make Your Own Heaven and Hell Right Here on Earth") - Nolan Porter | 1972. január 15.   |
| 17   | 17      | - Curtis Mayfield ("Move on Up" & "Get Down") - Honey Cone ("Stick Up" & "One Monkey Don't Stop No Show") - The Persuaders ("Thin Line Between Love and Hate" & "Love Gonna Pack Up") | 1972. január 22.   |
| 18   | 18      | - The Impressions ("Ain't Got Time" & "Love Me") - Merry Clayton ("After All This Time") - The Three Degrees ("There's So Much Love", "Maybe" & "Trade Winds") | 1972. január 29.   |
| 19   | 19      | - The Dells ("It's All Up to You" & "The Love We Had") - Kim Weston ("Little By Little And Bit By Bit" & "If I Had it My Way") - Luther Ingram ("Be Good to Me Baby" & "I'll Love You Until the End") | 1972. február 5.   |
| 20   | 20      | - Jerry Butler & Brenda Lee Eager ("Ain't Understanding Mellow") - Jerry Butler ("Walk Easy my Son" & "How Did We Lose it Baby") - Joe Tex ("I Gotcha" & "A Mother's Prayer") - Hodges, Smith, James & Crawford ("Signal Your Intention") | 1972. február 12.  |
| 21   | 21      | - Al Green ("Tired Of Being Alone" & "Let's Stay Together") - The Whispers ("Seems Like I Gotta Do Wrong" & "Can't Help But Love You") - Denise LaSalle ("Trapped By This Thing Called Love" & "Now Run and Tell That") | 1972. február 19.  |
| 22   | 22      | - Four Tops ("A Simple Game" & "MacArthur Park") - Jackie Wilson ("Your Love Keeps Lifting Me Higher and Higher" & "Love Is Funny That Way") - Kool & the Gang ("I Want to Take You Higher" & "Love The Life You Live") | 1972. február 26.  |
| 23   | 23      | - Gladys Knight & the Pips ("Make Me the Woman That you Go Home To" & "I Don't Want to Do Wrong") - Ohio Players ("Got Pleasure" & "Pain") - Garland Green ("Just My Way of Loving You" & "Plain and Simple Girl") | 1972. március 4.   |
| 24   | 24      | - Rufus Thomas ("Do the Funky Penguin" & "Breakdown") - The Bar-Kays ("Son of Shaft") - Laura Lee ("Rip Off" & "Since I Fell for You") | 1972. március 11.  |
| 25   | 25      | - The Chi-Lites ("Oh Girl" & "The Coldest Days of My Life) - Edwin Starr ("War" & "Double Agent O' Soul") - James Gadsen | 1972. március 18.  |
| 26   | 26      | - Wilson Pickett ("Fire and Water", "Don't Let the Green Grass Fool You", "Call My Name, I'll be There", "I'm In Love" & "Don't Knock My Love") - Curtis Mayfield ("We Got To Have Peace", "Get Down" & "Beautiful Brother of Mine") - War (All Day Music" & "Slippin' Into Darkness") - Soul Train Dance Contest (Special Guest: Fred Williamson) | 1972. március 25.  |
| 27   | 27      | - Joe Tex ("You Said A Bad Word") - Gloria Lynne ("Watermelon Man" & "I Wish You Love") - The Independents ("Just As Long As You Need Me") | 1972. április 1.   |
| 28   | 28      | - Lou Rawls ("His Song Shall Be Sung") - Otis Clay ("Trying To Live My Life Without You") - The Peaches ("In My Heart" & "You Couldn't Have Been Thinking About Me") | 1972. április 8.   |
| 29   | 29      | - The Isley Brothers ("Lay Away" & "Pop That Thang") - Love Unlimited ("Walkin' in the Rain (With the One I Love)" & "Fragile (Handle With Care)") - Millie Jackson ("Ask Me What You Want" & "My Man, A Sweet Man") | 1972. április 15.  |
| 30   | 30      | - Ike & Tina Turner ("I Want To Take You Higher," "Feel Good" & "Proud Mary") - Jerry Butler & Brenda Lee Eager ("Close To You") - Jerry Butler ("I Only Have Eyes for You") | 1972. április 22.  |

### Évad 1972 - 1973
| Évad | Sorozat | Vendégművész / Dal | Eredeti sugárzás     |
| 1    | 31      | Bobby Womack, The Bar-Kays, Candi Staton (Vendég: Fred Williamson) | 1972. szeptember 9.  |
| 2    | 32      | The Isley Brothers, Luther Ingram (Vendégek: Melba Moore & Heshimu) | 1972. szeptember 16. |
| 3    | 33      | Gladys Knight & the Pips, The O'Jays, Major Lance (Vendégek: Teresa Graves & Brock Peters) | 1972. szeptember 23. |
| 4    | 34      | Eddie Kendricks ("If You Let Me" & "Can I"), The Whispers (Vendégek: Gail Fisher & Bill Russell) | 1972. szeptember 30. |
| 5    | 35      | The Jackson 5 featuring Jermaine Jackson ("I want you back", "Corner Of The Sky", "Dady's Home", "Lookin' Through The Windows") | 1972. október 7.     |
| 6    | 36      | Johnnie Taylor, The Undisputed Truth | 1972. október 14.    |
| 7    | 37      | Bill Withers, Harold Melvin & the Blue Notes (Vendég: Denise Nicholas) | 1972. október 21.    |
| 8    | 38      | Billy Preston, Laura Lee, Johnny Williams (Vendég: Jim Brown) | 1972. október 28.    |
| 9    | 39      | Joe Simon ("Power of Love"), The Sylvers ("Wish That I Could Talk to You"), Billy Paul ("Me and Mrs Jones") (Vendég: Wallace Terry) | 1972. november 4.    |
| 10   | 40      | Friends of Distinction, The Persuaders, Doug Gibbs (Special Guest: William Marshall) | 1972. november 11.   |
| 11   | 41      | The Temptations ("Papa Was a Rolling Stone"), King Floyd (Vendég: Cicely Tyson) | 1972. november 18.   |
| 12   | 42      | The Intruders, Betty Wright, True Reflection (Vendég: George Kirby) | 1972. december 16.   |
| 13   | 43      | Billy Paul, Barbara Mason, Anacostia ("On and Off") | 1972. december 23.   |
| 14   | 44      | - Tyrone Davis ("Turn Back the Hands of Time", "If You Had a Change in Mind") - Lyn Collins ("Think (About It)", "Me And My Baby Got A Good Thing Going") - Dance songs: "Superstition" by Stevie Wonder, "The World Is a Ghetto" by War, "Why Can't We Live Together" by Timmy Thomas, "(I Got) So Much Trouble In My Mind" by Joe Quarterman & Free Soul - Interjú: Elgin Baylor - Soul Train dal: "Love Train" by The O'Jays - Scramble Word: "Johnny Williams", Dal: "Keeper Of The Castle" by Four Tops - Dance Contest: Dalok"I Got a Bag of My Own" by James Brown, winners Cher O'Neal and Tyrone Proctor - Dance Spotlight: Dancers Patricia Davis and Gary Keys, dance number by Damita Jo Freeman and Jimmy Foster, dal"Slow Motion" by Johnny Williams | 1972. december 30.   |
| 15   | 45      | Curtis Mayfield, The Main Ingredient, Hank Ballard (Vendég: Vonetta McGee) | 1973. január 6.      |
| 16   | 46      | Stevie Wonder, The Moments, Fully Guaranteed (Vendég: Judy Pace) | 1973. január 13.     |
| 17   | 47      | Johnny Nash, Billy Butler & Infinity, Brighter Side of Darkness | 1973. január 27.     |
| 18   | 48      | The Dramatics, Syl Johnson, The Smith Connection | 1973. február 3.     |
| 19   | 49      | - James Brown ("Try Me", "Papa Don't Take No Mess", "Hell", Medley of "Cold Sweat", "Payback" & etc) - Lyn Collins ("Rock Me Again & Again & Again & Again & Again & Again") - Sweet Charles Sherrell ("Soul Man") - Other Participants: Curtis Gibson (taylor for James Brown and others); Al Sharpton (James Brown turné manager); Deanna Brown (James Brown lánya) | 1973. február 10.    |
| 20   | 50      | The Four Tops, Otis Clay, Vendégek: James Brown & Teddy Brown, Soul Train Dance Contest Semifinals | 1973. február 17.    |
| 21   | 51      | The Spinners, Sisters Love | 1973. február 24.    |
| 22   | 52      | Al Green, Mel & Tim | 1973. március 3.     |
| 23   | 53      | Friends of Distinction, Timmy Thomas, The Independents (Special Guest: Richard Pryor) | 1973. március 10.    |
| 24   | 54      | The Chi-Lites, The Honey Cone, G.C. Cameron (Vendég: Pam Grier) | 1973. március 31.    |
| 25   | 55      | The Impressions, Tyrone Davis, Billy Preston (Vendégek: Diana Ross & Brenda Sykes) | 1973. április 7.     |
| 26   | 56      | Aretha Franklin (Vendég: Cecil Franklin) | 1973. április 14.    |
| 27   | 57      | The O'Jays, David Ruffin, Sylvia | 1973. április 21.    |
| 28   | 58      | The Sylvers, Ronnie Dyson, Archie Bell & the Drells (Vendég: Rosie Grier) | 1973. április 28.    |
| 29   | 59      | The Manhattans, Lyn Collins, Lee Austin (Vendég: James Brown) | 1973. május 5.       |
| 30   | 60      | The Supremes, Lloyd Price | 1973. május 12.      |
| 31   | 61      | Bobby Womack, The Whispers, Thelma Houston | 1973. május 19.      |
| 32   | 62      | Little Anthony & the Imperials ("Going Out Of My Head"), Edwin Starr, The Valentinos | 1973. május 26.      |
| 33   | 63      | Bill Withers (Vendég: Steve Manning) | 1973. június 16.     |
| 34   | 64      | The Miracles, Chuck Jackson, The Jackson Sisters (Special Guest: Smokey Robinson) | 1973. június 23.     |
| 35   | 65      | Chairmen of the Board, Charles Mann, Sylvia (Vendég: Jeffrey Bowen) | 1973. június 30.     |
| 36   | 66      | Chuck Berry, Maxayan, Willie Hutch (Vendég: Max Julien) | 1973. július 7.      |
| 37   | 67      | "The Best of Soul Train" featuring James Brown, The Jackson 5, Chuck Berry, The O'Jays, The Temptations, Al Green, Curtis Mayfield, The Supremes, Teddy Brown, The Four Tops, and Stevie Wonder | 1973. augusztus 11.  |

### Évad 1973 - 1974
| Évad | Sorozat | Vendégművész / Dal | Eredeti sugárzás     |
| 1    | 68      | The Intruders, Foster Sylvers (Introduced by Edmund & Ricky Sylvers) | 1973. augusztus 25.  |
| 2    | 69      | The Whispers, Mandrill, | 1973. szeptember 1.  |
| 3    | 70      | Fred Wesley & the JB's, Lyn Collins, The Sly, the Slick and the Wicked | 1973. szeptember 8.  |
| 4    | 71      | The Sylvers | 1973. szeptember 15. |
| 5    | 72      | - The Isley Brothers ("Listen to the Music", "That Lady", "Don't Let Me Be Lonely Tonight") - Betty Wright ("Gimme Back My Man", "Let Me Be Your Lovemaker") - Jr. Walker & the All-Stars ("Peace and Understanding is Hard to Find") - Dance songs: "Higher Ground" by Stevie Wonder, "Sexy, Sexy, Sexy" by James Brown, "Keep on Truckin'" by Eddie Kendricks - Soul Train Line: "Put Your Hands Together" by The O'Jays - Scramble: word: Bloodstone; song: "We're On The Right Track" by Ultra High Frequency | 1973. szeptember 22. |
| 6    | 73      | Eddie Kendricks, The Dramatics, Rufus | 1973. szeptember 29. |
| 7    | 74      | B.B. King, The Moments | 1973. október 6.     |
| 8    | 75      | The Four Tops, Bloodstone, Lee Charles | 1973. október 13.    |
| 9    | 76      | Barry White, Love Unlimited, The Temprees (Special Guest: Lola Falana) | 1973. október 27.    |
| 10   | 77      | The Jackson 5 ("Dancing Machine", "Get It Together") | 1973. november 3.    |
| 11   | 78      | Curtis Mayfield, Millie Jackson, Natural Four | 1973. november 10.   |
| 12   | 79      | Tower of Power ("So Very Hard To Go", "What is Hip?"), The Pointer Sisters ("Yes We Can Can"), Tavares | 1973. november 17.   |
| 13   | 80      | Smokey Robinson ("Just My Soul Responding", "Baby Come Close"), First Choice ("Smarty Pants", "Armed & Extremely Dangerous"), Al Wilson ("Show and Tell") | 1973. november 24.   |
| 14   | 81      | The Temptations, G.C. Cameron | 1973. december 1.    |
| 15   | 82      | Bobby Bland, Ashford & Simpson, Barbara Jean English | 1973. december 8.    |
| 16   | 83      | Johnnie Taylor, Ann Peebles, Maceo & the Macks | 1973. december 15.   |
| 17   | 84      | Eddie Kendricks, The Persuaders, Eddie Floyd | 1973. december 22.   |
| 18   | 85      | Billy Preston, Creative Source, Eric Mercury | 1974. január 5.      |
| 19   | 86      | Johnny Nash, Kool & the Gang, The Originals | 1974. január 12.     |
| 20   | 87      | The 5th Dimension ("Flashback", "One Less Bell to Answer", "Ashes to Ashes", "Black Patch"), Willie Hutch ("Sunshine Lady") | 1974. január 26.     |
| 21   | 88      | Johnny Mathis, The Dells | 1974. február 9.     |
| 22   | 89      | Marvin Gaye ("Come Get to This", "Distant Lover", "Let's Get It On"), The Whispers ("A Mother for My Children", "What More Can A Girl Ask For"), Interjú George Foremannal. | 1974. február 16.    |
| 23   | 90      | Harold Melvin & the Blue Notes, Billy Paul, Maxine Weldon | 1974. február 23.    |
| 24   | 91      | Jerry Butler, The Delfonics, Cecil Shaw | 1974. március 2.     |
| 25   | 92      | Curtis Mayfield, The Main Ingredient, Bloodstone | 1974. március 30.    |
| 26   | 93      | Al Green, The Impressions | 1974. április 6.     |
| 27   | 94      | The Stylistics, Bobby Womack, The Undisputed Truth | 1974. április 13.    |
| 28   | 95      | The Four Tops, Blue Magic, Barbara Mason | 1974. április 20.    |
| 29   | 96      | Eddie Kendricks, The Dramatics, Martha Reeves | 1974. április 27.    |
| 30   | 97      | Gladys Knight & the Pips ("On and On", "Neither one of Us"), Lamont Dozier | 1974. május 4.       |
| 31   | 98      | Sylvia Robinson, The Moments, Ecstasy, Passion & Pain | 1974. május 11.      |
| 32   | 99      | The Spinners, The Independents, Leroy Hutson | 1974. május 18.      |
| 33   | 100     | Bill Withers, The Soul Children, Melvin Van Peebles | 1974. május 25.      |
| 34   | 101     | Tyrone Davis, Hugh Masekela, Black Ivory | 1974. június 1.      |
| 35   | 102     | The Staple Singers, Bunny Sigler | 1974. június 8.      |
| 36   | 103     | Kool & the Gang ("Funky Stuff", "Hollywood Swinging", "Jungle Boogie"), Al Wilson ("Touch And Go", "Broken Home"), Natural Four ("Love That Really Counts"). Interview with Kool & the Gang; Scramble word: "Bill Withers", Scramble word song: "Come and Get Your Love"; Soul Train Line song: "For the Love of Money", The O'Jays | 1974. június 15.     |
| 37   | 104     | The O'Jays, Ramsey Lewis | 1974. június 22.     |
| 38   | 105     | Sly & the Family Stone, The Trammps | 1974. június 29.     |
| 39   | 106     | "The Best of Soul Train" | 1974. július 20.     |

### Évad 1974 - 1975
| Évad | Sorozat | Vendégművész / Dal | Eredeti sugárzás     |
| 1    | 107     | - Billy Preston ("Nothing From Nothing" and "Struttin') - Rufus featuring Chaka Khan ("Tell me Something Good", "You Got The Love") - George McCrae ("Rock Your Baby") | 1974. szeptember 7.  |
| 2    | 108     | - James Brown and the First Family of Soul ("Cold Sweat," "I Can't Stand It," "Papa's Got A Brand New Bag," "Hell," "Try Me," "Papa Don't Take No Mess" and "My Thang") - Fred Wesley & The J.B.'s ("Damn Right, I'm Somebody") - Lyn Collins ("Rock Me Again & Again & Again") - Sweet Charles Sherrell ("Soul Man") | 1974. szeptember 14. |
| 3    | 109     | - Johnnie Taylor ("It Don't Pay to Get Up In The Morning" and "It's September") - The Joneses ("Hey, Babe" and "Sugar Pie Guy") - Syreeta Wright ("I'm Going Left") | 1974. szeptember 21. |
| 4    | 110     | The Miracles, Herbie Hancock, Yvonne Fair | 1974. szeptember 28. |
| 5    | 111     | Michael Jackson, MDLT | 1974. október 5.     |
| 6    | 112     | The Four Tops, The New Birth, Creative Source | 1974. október 12.    |
| 7    | 113     | The Chi-Lites, Bloodstone, New York City | 1974. október 19.    |
| 8    | 114     | Ashford & Simpson, Tavares, Little Beaver | 1974. október 26.    |
| 9    | 115     | The 5th Dimension, Al Wilson, Formula IV, Special Guest: Mark Gordon | 1974. november 2.    |
| 10   | 116     | The Ohio Players, Ecstasy, Passion & Pain ("Good Things Don't Last Forever"), B.T. Express ("Do It Til You're Satisfied") | 1974. november 9.    |
| 11   | 117     | Nancy Wilson, Johnny Bristol, Mighty Clouds of Joy | 1974. november 16.   |
| 12   | 118     | The Moments, Labelle, Carl Carlton | 1974. december 7.    |
| 13   | 119     | The Isley Brothers ("That Lady", "Live It Up", "Summer Breeze", "Midnight Sky", "Hello, It's Me") | 1974. december 14.   |
| 14   | 120     | Jose Feliciano, Minnie Riperton, The Dynamic Superiors | 1974. december 21.   |
| 15   | 121     | Johnny Nash, The Commodores, Lonnie Youngblood | 1974. december 28.   |
| 16   | 122     | Bobby Womack, Latimore, The Kay-Gees | 1975. január 4.      |
| 17   | 123     | Graham Central Station ("Feel the Need", "Release Yourself", "Can You Handle It"), Zulema ("Wanna Be Where You Are"), Leon Haywood ("Believe Half Of What You See (None Of What You Hear)") | 1975. január 11.     |
| 18   | 124     | Ike & Tina Turner, Lonette McKee | 1975. január 18.     |
| 19   | 125     | David Ruffin, Shirley Brown, 9th Creation, The Lockers | 1975. január 25.     |
| 20   | 126     | Tower of Power, The Hues Corporation, Garland Green | 1975. február 1.     |
| 21   | 127     | The Crusaders, The Whispers | 1975. február 8.     |
| 22   | 128     | Rufus featuring Chaka Khan, Gino Vannelli, Bohannon | 1975. február 15.    |
| 23   | 129     | Kool & the Gang, Charles Wright & the Watts 103rd Street Rhythm Band, The Jackson Sisters | 1975. február 22.    |
| 24   | 130     | Jimmy Ruffin, Buddy Miles, The Manhattans | 1975. március 1.     |
| 25   | 131     | Lou Rawls, The Main Ingredient, Gloria Scott | 1975. március 8.     |
| 26   | 132     | Bobby Bland, Tavares, Lyn Collins, Fred Wesley & Steam | 1975. március 15.    |
| 27   | 133     | Bloodstone, Carol Douglas, Syl Johnson | 1975. március 22.    |
| 28   | 134     | B.B. King, The Younghearts, People's Choice | 1975. március 29.    |
| 29   | 135     | Al Green | 1975. április 5.     |
| 30   | 136     | Blue Magic, Sister Sledge, Major Harris | 1975. április 12.    |
| 31   | 137     | The Dramatics, Barbara Mason, Ben E. King | 1975. április 19.    |
| 32   | 138     | Eddie Kendricks, L.T.D., The Waters | 1975. április 26.    |
| 33   | 139     | Melba Moore, Eddie Harris, Bunny Sigler | 1975. május 3.       |
| 34   | 140     | Dionne Warwick, Greg Perry, The Futures | 1975. május 10.      |
| 35   | 141     | Elton John, Mandrill, Comedian: Karl Grigsby | 1975. május 17.      |
| 36   | 142     | Barry White ("Can't Get Enough Of Your Love, Babe", "What Am I Gonna Do with You ", "You're The First, The Last, My Everything"), Love Unlimited Orchestra ("Love's Theme") | 1975. május 24.      |
| 37   | 143     | Curtis Mayfield, Leroy Hutson, Natural Four | 1975. június 7.      |
| 38   | 144     | Smokey Robinson, Betty Wright | 1975. június 14.     |
| 39   | 145     | Harold Melvin & The Blue Notes ("To Be True", "Bad Luck", "Somewhere Down the Line"), The Southshore Commission ("Free Man") (Guest Host: Richard Pryor) | 1975. június 21.     |